# Кашперівська сільська рада (Баранівський район)
Кашперівська сільська рада — колишня адміністративно-територіальна одиниця та орган місцевого самоврядування у Баранівському і Новоград-Волинському районах Волинської округи, Київської й Житомирської областей Української РСР та України з адміністративним центром у с. Кашперівка.

## Населені пункти
Сільській раді були підпорядковані населені пункти:
- с. Кашперівка
- с. Гриньки
- с. Озерянка

## Населення
Кількість населення ради, станом на 1923 рік, становила 1 658 осіб, кількість дворів — 379.
Відповідно до результатів перепису населення СРСР, кількість населення ради, станом на 12 січня 1989 року, становила 1 765 осіб.
Станом на 5 грудня 2001 року, відповідно до перепису населення України, кількість мешканців сільської ради становила 1 543 особи.

## Склад ради
Рада складалась з 16 депутатів та голови.

## Керівний склад сільської ради
| ПІБ                            | Основні відомості                                                                               | Дата обрання | Дата звільнення |
| ------------------------------ | ----------------------------------------------------------------------------------------------- | ------------ | --------------- |
| Чаплінський Олексій Григорович | Сільський голова , 1955 року народження, освіта, член Партії промисловців і підприємців України | 26.03.2006   | 31.10.2010      |
| Муравський Володимир Євгенович | Сільський голова , 1977 року народження, освіта середня спеціальна, член Партії регіонів        | 31.10.2010   |                 |

Примітка: таблиця складена за даними джерела

## Історія
Створена 1923 року в складі сіл Жари та Кашперівка Баранівської волості Новоград-Волинського повіту Волинської губернії. 3 листопада 1923 року, відповідно до рішення Волинської ГАТК «Про зміни в межах округів, районів і сільрад», до складу ради передано с. Табори Погорілівської сільської ради, с. Жари передане до складу Погорілівської сільської ради Баранівського району. 28 вересня 1925 року в с. Табори створено Таборівську сільську раду Баранівського району. З 1 жовтня 1941 року на обліку перебували села Гриньки та Погоріле (згодом — Озерянка).
Станом на 1 вересня 1946 року сільська рада входила до складу Баранівського району Житомирської області, на обліку в раді перебували села Кашперівка, Погоріле та хутір Гриньки.
На 1 січня 1972 року сільська рада входила до складу Баранівського району Житомирської області, на обліку в раді перебували села Гриньки, Кашперівка та Озерянка.
Припинила існування 30 грудня 2016 року через об'єднання до складу Баранівської міської територіальної громади Баранівського району Житомирської області.
Входила до складу Баранівського (7.03.1923 р., 8.12.1966 р.) та Новоград-Волинського (30.12.1962 р.) районів.